# I Don't Wanna Wait
"I Don't Wanna Wait" is een nummer van de Franse DJ David Guetta en de Amerikaanse band OneRepublic, uitgebracht op 5 april 2024 via What a DJ en Warner Music UK. Guetta en OneRepublic-frontman Ryan Tedder schreven het nummer op basis van een sample van "Dragostea Din Tei " van O-Zone, samen met Michael Pollack, Aldae, Brent Kutzle, Jakke Erixson, Josh Varnadore, Tyler Spry en Timofey Reznikov . Het nummer werd toegevoegd aan de  deluxe editie van het zesde studioalbum van OneRepublic , Artificial Paradise .

## Achtergrond
"I Don't Wanna Wait" werd voor het eerst gespeeld tijdens Guetta's optreden op het Ultra Music Festival in Miami op 23 maart 2024, waarbij Tedder gastartiest was. 

## Muziekvideo
De videoclip werd uitgebracht op 25 april 2024 en bevat beelden van Guetta's uitvoering van het nummer op het Ultra Music Festival, afgewisseld met een verhaal over een koppel dat een avondje uitgaat. 